# Male Srakane (Mali Lošinj)
Male Srakane naselje su na otoku Malim Srakanama u sastavu grada Malog Lošinja u Primorsko-goranskoj županiji u Hrvatskoj.

## Povijest
Do teritorijalnog preustroja Hrvatske bile su u sastavu stare općine Cres-Lošinj.

## Stanovništvo
Pri popisu stanovništva 2021 . godine Male Srakane imale su 2 stanovnika.
| broj stanovnika |       |       | 29    | 45    | 34    | 30    |       |       | 49    | 56    | 17    | 2     | 2     | 1     | 2     | 2     | 2     |
|                 | 1857. | 1869. | 1880. | 1890. | 1900. | 1910. | 1921. | 1931. | 1948. | 1953. | 1961. | 1971. | 1981. | 1991. | 2001. | 2011. | 2021. |